# Meridià 143 a l'est
El meridià 143 a l'est de Greenwich és una línia de longitud que s'estén des del pol Nord travessant l'oceà Àrtic, Àsia, l'oceà Índic, l'oceà Antàrtic, Austràlia i l'Antàrtida fins al pol Sud.
El meridià 143 a l'est forma un cercle màxim amb el meridià 37 a l'oest. Com tots els altres meridians, la seva longitud correspon a una semicircumferència terrestre, uns 20.003,932 km. Al nivell de l'Equador, és a una distància del meridià de Greenwich de 15.919 km.

## De Pol a Pol
Començant en el pol Nord i dirigint-se cap al pol Sud, aquest meridià travessa:
| Coordenades                               | País, territori o mar      | Notes |
| ----------------------------------------- | -------------------------- | --- |
| 90° 0′ N, 143° 0′ E / 90.000°N,143.000°E  | Oceà Àrtic                 | |
| 75° 49′ N, 143° 0′ E / 75.817°N,143.000°E | Rússia                     | Sakhà — Illa Kotelni, illes de Nova Sibèria |
| 74° 53′ N, 143° 0′ E / 74.883°N,143.000°E | Mar de la Sibèria Oriental | Estret de Sànnikov |
| 73° 42′ N, 143° 0′ E / 73.700°N,143.000°E | Rússia                     | Sakhà — illa Gran Liakhovski, Illes de Nova Sibèria |
| 73° 12′ N, 143° 0′ E / 73.200°N,143.000°E | Mar de la Sibèria Oriental | Estret de Làptev |
| 72° 42′ N, 143° 0′ E / 72.700°N,143.000°E | Rússia                     | Sakhà Krai de Khabàrovsk — des de 61° 55′ N, 143° 0′ E / 61.917°N,143.000°E                                                                                                   |
| 59° 19′ N, 143° 0′ E / 59.317°N,143.000°E | Mar d'Okhotsk              | |
| 53° 38′ N, 143° 0′ E / 53.633°N,143.000°E | Rússia                     | Óblast de Sakhalín — illa de Sakhalín |
| 49° 9′ N, 143° 0′ E / 49.150°N,143.000°E  | Mar d'Okhotsk              | |
| 47° 16′ N, 143° 0′ E / 47.267°N,143.000°E | Rússia                     | Óblast de Sakhalín — illa de Sakhalín |
| 46° 36′ N, 143° 0′ E / 46.600°N,143.000°E | Mar d'Okhotsk              | |
| 44° 33′ N, 143° 0′ E / 44.550°N,143.000°E | Japó                       | Prefectura de Hokkaidō — illa de Hokkaidō |
| 42° 5′ N, 143° 0′ E / 42.083°N,143.000°E  | Oceà Pacífic               | Passa a l'oest d'Aua, Papua Nova Guinea (a 1° 28′ S, 143° 2′ E / 1.467°S,143.033°E) · Passa a l'est de Wuvulu, Papua Nova Guinea (a 1° 44′ S, 142° 52′ E / 1.733°S,142.867°E) |
| 3° 21′ S, 143° 0′ E / 3.350°S,143.000°E   | Papua Nova Guinea          | |
| 9° 7′ S, 143° 0′ E / 9.117°S,143.000°E    | Mar del Corall             | Estret de Torres — passa entre les illes de l'Estret de Torres, Queensland, Austràlia                                                                                         |
| 11° 56′ S, 143° 0′ E / 11.933°S,143.000°E | Austràlia                  | Queensland Nova Gal·les del Sud — des de 29° 0′ S, 143° 0′ E / 29.000°S,143.000°E Victoria — des de 34° 41′ S, 143° 0′ E / 34.683°S,143.000°E                                 |
| 38° 37′ S, 143° 0′ E / 38.617°S,143.000°E | Oceà Índic                 | Les autoritats australianes consideren això com a part de l'oceà Antàrtic[3][4]                                                                                               |
| 60° 0′ S, 143° 0′ E / 60.000°S,143.000°E  | Oceà Antàrtic              | |
| 66° 57′ S, 143° 0′ E / 66.950°S,143.000°E | Antàrtida                  | Territori Antàrtic Australià, reclamat per Austràlia |